# Liste von Gefängnistürmen
Dies ist eine Liste von Gefängnistürmen (auch: Hungerturm, Hexenturm, Schuldturm)
Deutschland
- Hexenturm (Memmingen)
- Kerkerturm, Memmingen
- Zwingerturm, Memmingen
- Gefängnisturm (Mindelheim)
- Stockturm (Nienburg/Weser)
- Schuldturm (Nürnberg)

Schweiz
- Käfigturm, Bern
- Senvelenturm, Vicosoprano Kanton Graubünden
- Wellenberg (Turm), Zürich

Weitere
- Blauer Turm (Kopenhagen), Dänemark
- Prince Rupert’s Tower, England
- Tour des Ursulines, Autun, Département Saône-et-Loire, Region Burgund, Frankreich
- Reckturm (Wiener Neustadt), Österreich
- Gefängnisturm von Glencorse, Schottland